# 벨링스하우젠해

벨링스하우젠해(Bellingshausen Sea, 문화어: 벨린스가우젠해)는 남극 반도의 서쪽 부분을 따라 알렉산더 섬과 서스턴 섬 사이에 위치하고 있는 바다이다. 이 바다는 1821년에 이곳을 탐험한 러시아의 탐험가인 파비안 고틀리프 폰 벨링스하우젠(Fabian Gottlieb von Bellingshausen)의 이름을 따서 명명되었다.